# ハービー・モンテ
バービー・モンテ（Harvey Monte, 1981年10月8日 - ）は、オランダ領アンティル・キュラソー島出身の元プロ野球選手（外野手）。左投左打。

## 経歴
代表経験を多く持ち、2004年のアテネオリンピック、2006年のワールドベースボールクラシックにオランダ代表として選出された。07年はリーグ7位の高打率を残した打力が特徴。パンチ力も兼ね備える。

## 詳細情報

### 代表歴
- アテネオリンピック野球オランダ代表
- 2006 ワールド・ベースボール・クラシック・オランダ代表